# Le Chien du jardinier (film, 1977)
Pour plus de détails, voir Fiche technique et Distribution.
Le Chien du jardinier (Собака на сене, Sobaka na sene) est un film soviétique réalisé par Ian Frid, sorti en 1977.

## Fiche technique
- Titre : Le Chien du jardinier[1]
- Titre original : Собака на сене (Sobaka na sene)
- Réalisation : Ian Frid
- Photographie : Evgueni Chapiro
- Musique : Guennadi Gladkov
- Pays d'origine : URSS
- Format : Couleurs - 35 mm - Mono
- Genre : comédie
- Durée : 129 minutes (2 épisodes)
- Date de sortie : 1977

## Distribution
- Margarita Terekhova : Diana, comtesse de Belflor
- Mikhaïl Boïarski : Teodoro, secrétaire de Diana
- Elena Proklova : Marcela, femme de chambre de Diana
- Armen Djigarkhanian : Tristan, valet de Teodoro
- Igor Dmitriev : le comte Federico, cousin et soupirant de Diana
- Nikolaï Karatchentsov : le marquis Ricardo, soupirant de Diana
- Ernst Romanov : le comte Ludovico
- Viktor Ilyitchov : Fabio, serviteur de Diana
- Zinaïda Charko : Anarda, femme de chambre de Diana
- Guélena Ivliïéva : Dorotea, femme de chambre de Diana
- Fiodor Nikitine : Otavio, majordome de Diana
- Constantin Ivanov-Zorine : Camilo, serviteur de Ludovico
- Alekseï Kojevnikov : Leonido, serviteur de Federico
- Vassili Léonov : Celio, serviteur de Ricardo